# 大韓バスケットボール協会
大韓バスケットボール協会（だいかんバスケットボール協会）は大韓民国のアマチュアバスケットボールを総括する組織である。
日本統治時代の1925年に朝鮮バスケットボール協会として発足。アマチュアバスケットボール競技大会を開催するとともに競技の普及・親交に努める一方、オリンピックなど国際大会に出場するナショナルチームの派遣も行う。
協会が主催する大会として、バスケットボール・フェスティバル（日本のオールジャパンに当たる大会）と全国男女種別選手権大会（社会人・大学ごとに分けた大会）を毎年開催している。

## 歴史
- 1925年 朝鮮バスケットボール協会創立
- 1945年 朝鮮バスケットボール協会再創立
- 1946年 大韓体育会加盟
- 1947年 国際バスケットボール連盟（FIBA）に加入
- 1948年 大韓バスケットボール協会に改称
- 1960年 アジアバスケットボール連盟（現・FIBAアジア）設立に参加
- 1986年 韓国バスケットボールコーチ協会創設
- 1996年 韓国バスケットボールリーグ（KBL）開幕
- 1998年 韓国女子バスケットボールリーグ（WKBL）開幕